# 邵元哲
邵元哲（1530年—1584年），字晦之，號古愚，貴州普安衛軍籍，應天府上元縣人，明朝政治人物。

## 生平
貴州鄉試第二名舉人。嘉靖四十四年（1565年）乙丑科会试八十三名，廷试第二甲第四十二名進士。刑部观政，授户部主事，管通州仓，升郎中。復除本部，宣大管粮，隆庆四年（1570年）丁母忧，服闋，复除原职，巡视通惠河漕运，歷官淮安府知府，万历五年（1577年）十二月升山东濟寧副使，专督河工，八年八月升雲南右參政，十年七月調浙江。降职为副使，调用，便道回乡，萬曆十二年甲申卒于家，年五十五。

## 家族
曾祖父邵璇；祖父邵昇，贈知縣；父邵華譜，正德十一年举人，重庆府同知贈淮安知府。母金氏（累封太宜人、贈恭人）。兄邵元吉（歲贡）、邵元善（嘉靖二十二年举人、官四川佥事）、邵元高（嘉靖三十一年举人，官知县、赣州府同知）。元高子邵以仁，万历八年进士。邵以道，万历元年举人。